# Война за независимость Алжира
Алжи́рская война́ (фр. Guerre d'Algérie, араб. الثورة الجزائرية‎, бербер. Tagrawla Tadzayrit) — асимметричный военный конфликт между французской колониальной администрацией в Алжире и вооружёнными группировками, выступающими за независимость Алжира от Франции. Несмотря на фактическое военное поражение алжирских повстанцев, в силу ряда политических и экономических причин конфликт завершился их победой — признанием независимости Алжира Францией.
Алжирская война была сложным военно-политическим конфликтом, характеризовавшимся партизанскими действиями и проведением антипартизанских операций, городским терроризмом, использованием обеими сторонами пыток и внесудебных расправ. Она является одним из важнейших событий в истории Франции второй половины XX века, став причиной падения Четвёртой республики, двух путчей в армии и создания тайной ультранационалистической организации ОАС, пытавшейся путём террора заставить французское правительство отказаться от признания независимости Алжира. Дополнительную остроту конфликту придавал тот факт, что Алжир по действовавшему законодательству был неотъемлемой частью Франции, и некоторые слои французского общества воспринимали алжирские события как мятеж и угрозу территориальной целостности своей страны. Десятилетия спустя события 1954—1962 годов по-прежнему воспринимаются во Франции крайне неоднозначно; подтверждением этому является тот факт, что Национальное собрание лишь в 1999 году официально признало боевые действия в Алжире «войной» (до этого использовался термин «восстановление общественного порядка»).

## Предпосылки
Франция вторглась в Алжир, издавна бывший центром мусульманского пиратства и работорговли, в 1830 году и официально аннексировала его в 1834 году. Территория страны была разделена на три заморских департамента — Алжир, Оран и Константину. С этого момента в течение более чем ста лет детей во французских школах учили тому, что Алжир — это часть Франции. Согласно принятому в 1865 году Кодексу поведения, алжирцы оставались субъектами мусульманского законодательства и могли быть набраны в вооружённые силы Франции; они также могли сделать запрос на получение французского гражданства. В действительности же получение гражданства для алжирцев было крайне затруднительным, ввиду чего к середине XX века его имели лишь примерно 13 % коренного населения Алжира. Таким образом, 87 % алжирцев имели лишь гражданство Французского Союза, но не имели французского гражданства, соответственно не могли занимать высокие государственные посты, служить в некоторых государственных учреждениях и органах.
На территории Алжира проживало около миллиона французских колонистов (известных как франкоалжирцы, колоны или пье-нуары — «черноногие»), которым принадлежало 40 % обрабатываемых алжирских земель. У пье-нуаров были самые плодородные и удобные для обработки земли. Рабочие-алжирцы получали меньшую заработную плату, чем пье-нуары, даже на одинаковой работе. 75 % алжирцев были неграмотными. Несмотря на такое неравноправие, коренное население и колоны долгое время жили в мире. Колоны были консервативны; они считали себя строителями современного Алжира и относились к этой земле как к своей родине — многие из них действительно родились и прожили здесь всю жизнь. Можно сказать, что Алжир был переселенческой колонией при сохранении туземного большинства, в политическом же отношении Алжир представлял собой некое подобие ЮАР в период режима апартеида, когда местное население, составлявшее подавляющее большинство, было отстранено от власти. Что касается алжирского населения, то французы не стали уничтожать традиционный институт старейшин, которые сохраняли свою власть на местах и поэтому не имели причин быть нелояльными к французской администрации. Во французской армии существовали алжирские подразделения — тиральеры, гумы, таборы, спаги — которые сражались за Францию в Первой и Второй мировых войнах, а затем и в Индокитае.
После обнародования «Четырнадцати пунктов» Вильсона в 1918 году некоторые алжирские интеллектуалы-улемы начали высказывать желание к получению Алжиром автономии и некоего самоуправления. В 1926 году было основано национально-революционное движение «Североафриканская звезда» (Etoile nordafricaine), ставившее своей целью добиться улучшения условий труда рабочих во всех французских колониях Северной Африки. Движение прекратило своё существование в 1929 году по требованию французских властей (в 1930-е годы оно было возрождено и вновь распущено). В 1938 году Ферхат Аббас создал Алжирский народный союз (Union populaire algérienne), позднее переименованный в Манифест алжирского народа (Manifeste du peuple algérien), а в 1946 году ставший Демократическим союзом Алжирского манифеста.

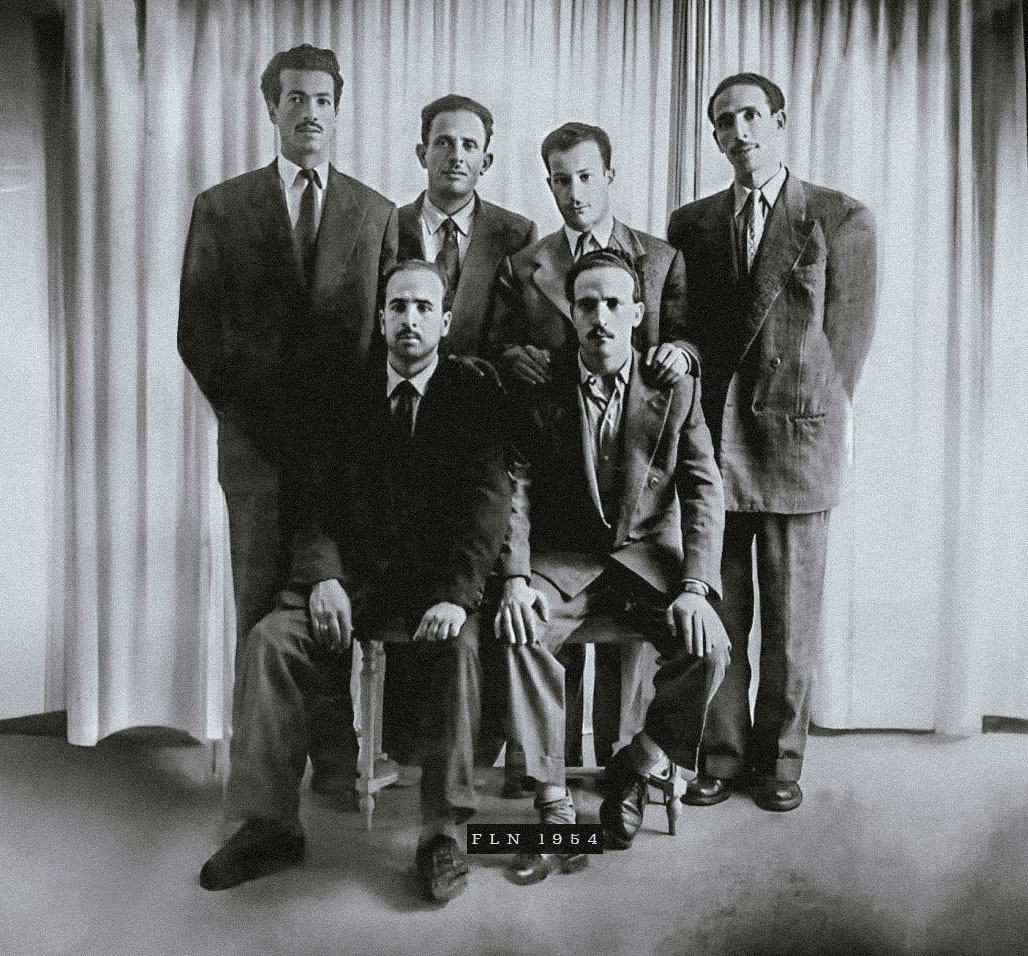
Лидеры 1 ноября. Слева направо в верхнем ряду: Битат, Бен Булаид, Мурад, Будиаф, в нижнем: Белькасем Крим, Бен Мхиди

В ходе Второй мировой войны в Алжире усилились требования автономии или независимости. 8 мая 1945 года, в день завершения войны в Европе, состоялась массовая демонстрация в Сетифе, организованная алжирскими патриотами. После того, как французский полицейский застрелил 26-летнего Бузида Сааля за то, что он нёс алжирский флаг, демонстрация переросла в беспорядки, которые охватили и другие населённые пункты. Считается, что всего в ходе волнений погибло 102 европейца и еврея. Колоны и французская армия ответили на это бойней с применением артиллерии, танков и авиации. Репрессии продолжались несколько месяцев и унесли жизни тысяч алжирцев.
Французы алжирцев в эти дни убивали так много, что зачастую не успевали хоронить трупы, поэтому их бросали в колодцы, сбрасывали в горные пропасти в горах Кабилии.
Известный французский адвокат Жак Верже в интервью в документальном фильме «Адвокат террора» говорит, что самые минимальные оценки — 10 тысяч погибших, но, в соответствии с оценками американского посольства, было убито 45 тысяч человек. Эти события известны как Алжирское восстание 1945 года. После этого в Алжире установилось внешнее спокойствие, но совершенные французами 8 мая зверства не могли быть забыты, как и то, что французское правительство по-прежнему игнорировало самые скромные запросы алжирцев. Более всего против каких-либо реформ выступали колоны.
В 1947 году была создана «секретная организация» (ОС), вооружённое крыло Движения за торжество демократических свобод. Её первые акции были неудачными. В 1953 году ОС объединилась с вооружёнными группами Демократического союза Алжирского манифеста. Эти силы подчинялись зарубежному центру, который в течение всей войны находился в Египте и Тунисе. Центром восстания было создано главное, что требуется для ведения войны — военная организация. Территория Алжира была разделена на шесть военных округов — вилайя. В каждом округе был свой командующий, которому была предоставлена определённая свобода действий. 1 ноября 1954 года был создан Фронт национального освобождения (ФНО), целью которого было достижение независимости страны вооружённым путём. Франция тем временем разработала и начала применять доктрину устрашения, включавшую тайные аресты, пытки и насильственные исчезновения несогласных с колониальными властями.

## Ход войны

### 1954—1957
Война в Алжире началась в ночь на 1 ноября 1954 года, когда отряды повстанцев атаковали ряд французских объектов в Алжире. Французское правительство ответило на это отправкой в страну новых воинских подразделений в дополнение к уже расквартированным здесь. В то же время в начале 1955 года генерал-губернатором Алжира был назначен Жак Сустель, который планировал провести ряд административных реформ, направленных на увеличение благосостояния алжирцев.
Момент для начала восстания алжирцами был выбран довольно удачно. В течение предыдущих полутора десятилетий Франция пережила унизительную капитуляцию 1940 года, оккупацию и разруху, непопулярную колониальную войну в Индокитае и катастрофическое поражение при Дьенбьенфу, произошедшее всего лишь за полгода до начала алжирских событий. Только что были потеряны индокитайские колонии; наиболее боеспособные войска всё ещё находились в Юго-Восточной Азии, ожидая эвакуации. Но и сам ФНО в то время был ещё очень слаб в военном отношении. Его вооруженные силы в начале восстания состояли, по разным данным, из всего лишь 500—800 полноценных бойцов (муджахидов), и даже при такой малочисленности испытывали дефицит оружия.
На первом этапе акции ФНО и соответствующее противодействие французской армии не носили широкомасштабного характера. Повстанцы были пока слишком малочисленны, а Франции требовалось время на переброску в страну подкреплений и развёртывание антипартизанских операций. Считается, что настоящая война развернулась после Филиппвильской резни в августе 1955, когда повстанцы впервые совершили массовое убийство мирного населения (123 человека, в том числе 71 «европейца») в городе Филиппвиль (сейчас Скикда). Французская армия и ополчение колонов отреагировали на это так же, как и в 1945 году, безадресной резнёй, убив сотни, а возможно, и тысячи алжирцев — оценки расходятся на порядок. Положение ФНО значительно улучшилось в 1956 году, когда получили независимость соседние французские колонии Тунис и Марокко; на территории обеих стран сразу же появились лагеря алжирских повстанцев. В августе было завершено формирование Армии национального освобождения, вооружённого крыла ФНО: теперь она получила тактическую структуру — воинские звания и подразделения. Крупнейшим подразделением был батальон, хотя на практике партизаны редко действовали силами более роты.
Силы ФНО придерживались классической партизанской тактики: нападали на армейские конвои, небольшие гарнизоны и посты, взрывали мосты, уничтожали линии связи. Велась и «идеологическая» война: детям запрещали посещать французские школы, простых жителей заставляли отказываться от употребления алкоголя и табака, тем самым вынуждая подчиняться нормам шариата, а заодно нанося удар по определённому сектору французской экономики. Подозреваемых в сотрудничестве с французами убивали, порой — самым жестоким образом.
Французы противопоставили партизанскому движению тактику квадрильяжа, широко применявшуюся в первой половине войны. Страна была разделена на районы (квадраты), каждый из которых был закреплён за определённым подразделением, отвечавшим за местную безопасность. В целом во французской армии достаточно чётко выделялись два типа подразделений: элитные силы парашютистов и Иностранного Легиона вели мобильную войну, проводя операции в различных районах, а все остальные подразделения контролировали ситуацию на выделенной им территории. В Алжире впервые в истории войн для переброски подразделений были широко использованы вертолёты; концепция аэромобильности была проанализирована американскими военными и десятилетие спустя нашла применение во Вьетнамской войне.
В мае 1955 г. французское правительство призвало 8 тыс. резервистов и обнародовало планы продлить срок службы 100 тыс. призывников. В августе того же года были ограничены отсрочки от воинской службы по призыву. В 1955 г.
численность французских войск в Алжире была увеличена более чем вдвое — с 75 тыс. в январе до 180 тыс. в декабре. Осенью 1956 г. треть французской армии была сосредоточена в Северной Африке. К концу 1956 г. там служили 400 тыс. французских военных.
Довольно большой успех был достигнут в завоевании симпатий алжирцев. В 1957 году были созданы Специальные административные секции (Section Administrative Spécialisée). Их задачей было вступать в контакт с местным населением в отдалённых регионах и по возможности вести борьбу против националистических идей, склоняя крестьян к лояльности Франции. Эти же подразделения занимались вербовкой местных добровольцев в отряды ополчения, так называемые «харки» (harkis), которые обороняли свои селения от партизан ФНО. Французские спецслужбы вели свою тайную войну в Алжире; в ряде случаев им удавалось подбросить противнику дезинформацию о якобы имевшем место предательстве отдельных командиров и активистов движения, спровоцировав тем самым кровавые внутренние «чистки», серьёзно ослабившие ФНО.
Осенью 1956 года, стремясь привлечь к своей борьбе внимание французов и международного сообщества, ФНО развернул кампанию городского терроризма в городе Алжире. Почти ежедневно на городских улицах взрывались бомбы, гибли колоны, а жертвами безадресных акций возмездия становились невиновные алжирцы. Кампания городского террора оказалась эффективной и вызвала серьёзную озабоченность французского правительства. В январе 1957 года в городе началась крупная забастовка, приуроченная к обсуждению алжирского вопроса в ООН. Это стало началом так называемой «битвы за Алжир»: в город была введена 10-я парашютная дивизия, а её командир генерал Жак Массю получил чрезвычайные полномочия. Парашютисты начали проводить по всему городу облавы и обыски, задерживая всех подозреваемых в сотрудничестве с ФНО. Применение жестоких пыток, нередко заканчивавшихся смертью допрашиваемых арабов, позволило получить информацию о структуре партизанских сил в городе. Были захвачены многие документы, оружие и денежные средства ФНО в Алжире. По оценке советских источников, «Связь военных округов с городом, откуда поступали оружие, снаряжение, медикаменты, деньги, почти полностью прекратилась… В течение 1957 г. французским властям удалось разгромить основные силы фидаев и в других городах». Хотя в военном отношении французы одержали тактическую победу, за это им пришлось заплатить немалую политическую цену: оборотной стороной восстановления порядка в Алжире стала негативная реакция французского общества и мирового общественного мнения на информацию о широком применении пыток.

### 1958—1960
В 1958 году во Франции произошли значительные политические события, спровоцированные шедшей уже четвёртый год Алжирской войной. Всё началось с того, что в январе французский патруль на границе с Тунисом попал в засаду ФНО и понёс большие потери. В этом же районе, возле тунисского селения Сакиет-Сиди-Юсеф, в течение месяца были сбиты два и повреждён один самолёт ВВС Франции. Разведка сообщала, что здесь находится большой склад оружия. 8 февраля французская авиация нанесла бомбовый удар по деревне, при этом погибли примерно 70 мирных жителей. Последствием авианалёта стал кризис во франко-тунисских отношениях, вызвавший большой международный резонанс (вопрос о бомбардировке предполагалось обсудить на специальном заседании Совета Безопасности ООН). В связи с этим правительство Франции приняло решение согласиться на предложенные США и Великобританией «добрые услуги» в посредничестве. Премьер-министру Феликсу Гайяру была предложена идея создания в Северной Африке оборонительного пакта с американо-британским участием. Но когда он озвучил её в парламенте, это вызвало волну негодования со стороны ряда правых депутатов, считавших согласие на вмешательство третьих стран в североафриканскую политику Франции предательством. В конце концов 15 апреля кабинет министров был вынужден уйти в отставку. В стране начался острый внутриполитический кризис; кандидатуру нового премьер-министра не могли утвердить несколько недель.
Тем временем колоны в Алжире с раздражением следили за кризисом в метрополии. В начале мая было сообщено об убийстве партизанами трёх пленных французских солдат. 13 мая премьер-министром был назначен Пьер Пфлимлен, который, как предполагалось, мог начать переговоры с ФНО. Это было последней каплей, переполнившей чашу терпения как колонов, так и ряда французских генералов. Проходившая в тот же день в Алжире демонстрация в память об убитых солдатах переросла в беспорядки. Был сформирован так называемый Комитет общественной безопасности, во главе которого стал генерал Рауль Салан. Комитет потребовал принять новую конституцию Франции и сделать премьер-министром Шарля де Голля. Фактически это был путч. Мятежные генералы планировали в случае отказа от выполнения их требований высадить парашютный десант в Париже.
К этому времени де Голль, ставший в годы Второй мировой войны национальным героем Франции, уже некоторое время находился в политической тени. Он не был причастен к решениям правительства по индокитайской и алжирской проблеме и оказался приемлемой фигурой для всех сторон. Ультраправые считали, что де Голль не допустит «сдачи Алжира», все остальные также надеялись, что он сумеет вывести страну из политического кризиса и решить алжирскую проблему достойным образом. Четвёртая республика пала, ей на смену пришла Пятая. 1 июня де Голль вступил на пост премьер-министра. Сразу после этого он совершил поездку в Алжир, где заявил колонам и генералам: «Я понял вас». На самом деле де Голль испытывал пессимизм по поводу судьбы Французского Алжира. Он сознавал, что процесс деколонизации невозможно остановить и что военным путём алжирская проблема не может быть решена.
Боевые действия в самом Алжире не прекращались. С 1956 года ФНО получил возможность рекрутировать новых бойцов из числа беженцев в Тунисе и Марокко, и здесь же их тренировать. Через границу партизаны в Алжире получали подкрепления и оружие. Сознавая это, в 1956—1957 годах французские военные построили укреплённые линии, призванные «запечатать» границы. Линии (наибольшую известность получила линия на тунисской границе, прозванная «линией Мориса» по имени тогдашнего министра обороны) представляли собой комбинацию заграждений из колючей проволоки под напряжением, минных полей и электронных сенсоров, позволявших выявить попытку прорыва и своевременно перебросить войска на угрожаемый участок. Всю первую половину 1958 года ФНО пытался прорвать эти линии, но нигде не добился успеха и понёс тяжёлые потери. С января по июль в ходе, возможно, самых ожесточённых сражений всей войны потери партизан, согласно французским данным, составили 23 тыс. человек убитыми и пленными. Для ФНО наступил тяжёлый период.
Дипломатический фронт борьбы за независимость оставался успешным — Алжирская война обсуждалась мировым сообществом и подрывала международный престиж Франции, а в сентябре было провозглашено Временное правительство Алжирской республики (Gouvernement Provisoire de la République Algérienne), находившееся в Тунисе. Однако во всём остальном ФНО стал терпеть неудачи. Ему не удалось сорвать в Алжире референдум по новой конституции; попытка развернуть террористическую деятельность на территории европейской части Франции была быстро пресечена полицией. Группировки в Тунисе и Марокко продолжали накапливать силы, но не могли прорваться через границу и помочь отрядам в Алжире. В 1958 году французы начали принудительное переселение жителей ряда районов страны в так называемые «лагеря перегруппировки». Жизненные условия в таких лагерях были, как правило, неудовлетворительными, что не прибавило алжирцам симпатий к Франции, однако повстанцы более не могли рекрутировать новобранцев и получать продовольствие в выселенных районах. Осенью де Голль обнародовал пятилетний план экономического развития Алжира («план Константины») и в угоду ультраправым пообещал крупное военное наступление на партизан. Кроме того, он выдвинул инициативу так называемого «мира храбрых», предусматривавшую амнистию для повстанцев, добровольно сложивших оружие. До сих пор обе стороны обычно убивали захваченных пленных и сдаваться у партизан не было особой мотивации, но теперь она появилась, что обеспокоило не только руководство ФНО, но и колонов.
Обещанное де Голлем наступление началось в феврале 1959 года. Им руководил новый командующий войсками в Алжире генерал Морис Шалль, и его план ведения боевых действий получил название «план Шалля». Это была серия операций, продолжавшихся в различных районах до весны 1960 года с целью разгрома основных сил партизан и их базовых лагерей; местные войска блокировали пути вероятного отступления партизан, а высокомобильные подразделения парашютистов и Иностранного Легиона прочёсывали окружённый район. Эффект этих операций был сокрушительным. Уже в марте командование ФНО приказало своим силам рассредоточиться и действовать группами не более отделения—взвода. По советским данным, в 1959 году ФНО потерял убитыми до 50 % командного состава, были выведены из строя командующие всеми военными округами. Согласно французской статистике, с конца 1958 по конец 1959 года противник потерял больше людей, чем за все предыдущие 4 года войны. По оценке канадского исследователя Эрика Улле, к 1960 году французская армия, по существу, одержала военную победу в Алжире.

## Независимость Алжира
16 сентября 1959 года де Голль выступил с речью, в которой впервые признал право алжирцев на самоопределение. В кругах ультраправых это вызвало ярость. Они начали понимать, что ошиблись в своём выборе и привели к власти человека, который, возможно, и погубит Французский Алжир. Первое выступление против де Голля произошло в конце января 1960 года, когда группа студентов попыталась поднять мятеж в алжирской столице и начала сооружать баррикады. На сей раз армия в целом осталась лояльна правительству, и бунт провалился, войдя в историю войны под названием «неделя баррикад».
1960 год стал «годом Африки» — 17 стран континента получили независимость, но Алжира среди них не было. Война продолжалась, хотя уже и не с такой интенсивностью, как раньше. Летом впервые прошли переговоры между представителями французских властей и Временного правительства Алжирской республики, закончившиеся, впрочем, безрезультатно. Де Голль в течение года сделал ряд заявлений, подразумевавших возможность изменения статуса Алжира. 8 января 1961 года был проведён референдум по вопросу о судьбе алжирской проблемы. За предоставление Алжиру независимости высказались 75 % участников опроса. Ответом ультраправых на это волеизъявление стал очередной путч в Алжире, начавшийся 21 апреля. Он был организован четырьмя генералами (за что и получил название «Путч генералов») и через несколько дней провалился, поскольку его не поддержали уставшие от бесконечной войны солдаты-призывники. После подавления мятежа были расформированы несколько воинских частей и подразделений, запятнавших себя участием в нём.
Летом 1961 года активные боевые действия в Алжире практически завершились, так как обе стороны уже не видели в них смысла; продолжались лишь мелкие стычки. Убедившись, что де Голля просто так не остановить, «ультра» прибегли к своему последнему козырю — терроризму. С начала года действовала Секретная вооружённая организация (ОАС); ради сохранения Французского Алжира французы убивали французов. К концу февраля 1962 года группировка за десять месяцев провела 5000 покушений в Алжире и 657 во Франции. На 12 апреля список жертв ОАС в Алжире насчитывал 239 европейцев и 1383 араба. За всё время своей деятельности ОАС организовала более десятка покушений на де Голля, все они провалились. А эффект этих мероприятий оказался обратным желаемому: террористические акции окончательно дискредитировали дело «ультра» в глазах большинства французов. В подавлении ОАС активно участвовала французская голлистская организация Движение за сообщество, применявшая жёсткий контртеррор.
Переговоры между французским правительством и ФНО возобновились весной 1961 года и проходили в Эвиан-ле-Бен. 19 марта 1962 года были подписаны Эвианские соглашения, завершившие войну и открывшие Алжиру путь к независимости. На апрельском референдуме 91 % французов высказались в поддержку соглашений. ОАС прекратила безнадёжную борьбу лишь 17 июня. 1 июля алжирцы на референдуме почти единогласно поддержали независимость своей страны, которая была официально провозглашена 5 июля.

## После войны
После окончания войны, в сентябре 1962 года правительство Алжира обратилось к СССР с просьбой оказать помощь в разминировании территории страны. Поскольку в Эвианские соглашения о прекращении войны не был включён пункт о разминировании местности, французская сторона не передала правительству Алжира карты минных полей. Между тем, минирование местности в интересах Франции проводили не только французские военные, но и иностранные военные специалисты (в том числе немецкие). В помощь правительству Алжира была направлена группа сапёров Московского военного округа, которые разминировали 1350 км² территории страны и уничтожили около 2 млн противопехотных мин. Основную часть снятых советскими сапёрами мин составляли французские мины АР1Д и АРМВ, американские осколочные мины М2А1 (некоторые из них заделывали бетоном, что делало невозможным извлечение взрывателя) и М3, но встречались также фугасные, осветительные и иные мины других систем. США отрицали использование Францией мин американского производства.
Политика ФНО по отношению к колонам сразу после завершения войны характеризуется выдвинутым кратким лозунгом «Чемодан или гроб». В первые же месяцы после подписания перемирия около 1 млн поселенцев покинули свою родину, эмигрировав во Францию, и превратились в беженцев.
5 июля 1962 года, в день провозглашения независимости Алжира, в Оран прибыла толпа вооружённых людей, принявшихся убивать европейцев. Резня была прекращена через несколько часов вмешательством французской жандармерии. В поимённом списке погибших и пропавших без вести в тот день значится 153 человека.

## Жертвы
Число жертв войны с трудом поддаётся оценке. На пике боевых действий в Алжире находилось более 400 тыс. французских военнослужащих. Потери французской армии сразу после завершения войны были оценены в 18 тыс. погибших; именно это цифра наиболее распространена. Некоторые источники приводят более высокие оценки — от 25 до 35 тыс. погибших; неясно, чем вызвано такое расхождение в цифрах.
По официальной французской статистике, в ходе войны было убито и пропало без вести 3300 «черноногих» пье-нуаров (pieds-noirs) — алжирцев французского происхождения. На территории Франции погибло 4300 человек — жертвы конфликта между алжирскими движениями.
Алжирские источники используют цифры от 1 миллиона до 1,5 миллиона погибших и 3 миллиона алжирцев, перемещённых в концлагеря, но большинство современных историков считает эту цифру завышенной.
Основываясь на пенсиях, выплаченных семьям погибших бойцов-муджахединов, как гражданских, так и военных, Бенжамен Стора даёт цифру приблизительно 150 000 убитых, то есть один боец из двух. Надо к этому добавить приблизительно 12 тысяч жертв внутренних конфликтов между Национальным алжирским Движением и Фронтом национального освобождения (одним из примеров кровавого противостояния между ними является резня в Мелузе — убийство активистами ФНО нескольких сотен сторонников Движения). Что касается «европейцев», этот автор пишет о 4500 человек.
Что касается гражданского населения, с учётом процесса сравнения по пирамиде возрастов, французские историки оценивают число погибших во время войны алжирцев от 300 000 и 400 000 (около 3 % населения).
По мнению Алистера Хорна, автора классического исследования A Savage War of Peace, реальное число жертв находится где-то между французской и алжирской оценками.
После провозглашения независимости Алжира, вопреки соглашениям и контролю Международного Красного Креста, алжирцы-лоялисты мусульманского происхождения (так называемые харки), верные Франции и принимавшие участие в боевых действиях на её стороне, были арестованы, а многие из них были убиты. Число погибших харки колеблется, согласно различным источникам, от 10 до 150 тыс. человек. Наиболее правдоподобная оценка — от 15 до 30 тысяч.
К числу жертв относится французская активистка и борец за мир Симона Таннер Шоме, которая была убита 25 мая 1962 года.

## Иностранная помощь алжирским повстанцам
Уже в 1961 году в Алжир с грузом оружия и боеприпасов прибыло кубинское судно, которое на обратном пути забрало раненых и детей.

## Фильмы о войне в Алжире
- Маленький солдат (Франция, 1960)
- Непокорённый (Франция, 1964)
- Хассан Теро (Франция, 1965)
- Битва за Алжир (Алжир—Италия, 1966)
- Пропавший отряд (США, 1966)
- R.A.S., в русском переводе «Ничего не случилось» (Италия, Тунис, Франция, 1973)
- Хроника огненных лет (Алжир, 1975)
- Допрос с пристрастием (Франция, 1977)[38]
- Честь капитана (фр. L'Honneur d'un capitaine) (Франция, 1982)
- Саймон: Английский легионер (Великобритания, 2002)
- Близкие враги (Франция, 2007)
- Вне закона (Франция, 2010)
- Джинны (Франция, 2010)
- Это как день посреди ночи (Франция, 2012)
- Я вас понял (фр. Je vous ai compris) (Франция, 2013)